# (157533) Stellamarie
(157533) Stellamarie est un astéroïde de la ceinture principale.

## Description
(157533) Stellamarie est un astéroïde de la ceinture principale. Il fut découvert le 10 octobre 2005 à Altschwendt par Wolfgang Ries. Il présente une orbite caractérisée par un demi-grand axe de 2,63 UA, une excentricité de 0,22 et une inclinaison de 14,2° par rapport à l'écliptique.